# Осознанность
Осознанность — понятие в современной психологии, которое определяется как непрерывное отслеживание текущих переживаний, то есть состояние, в котором субъект фокусируется на переживании настоящего момента, не вовлекаясь в мысли о событиях прошлого или будущего. Это способность сознания к интроспекции собственной деятельности. 
Такое определение осознанности подразумевает, что субъективные переживания могут восприниматься самим субъектом непосредственно, без концептуализации, и принимаются как таковые. 
Осознанность включается в более общее понятие внимательности.

## Концепция осознанности
Осознанность — относительное понятие. Животные могут частично осознавать, подсознательно осознавать или совсем не осознавать события. Осознанность может быть направлена на внутренние состояния, такие как внутреннее чутье (интуиция) или чувственное восприятие внешних событий.
Также для различения степени чувственного восприятия используется слово «осознание».

## Осознанность в психологии
Нервная система, которая регулирует уровень внимания, служит для его ослабления у высокоразвитых животных, так как центральная и периферическая нервные системы обеспечивают больше информации, чем участок мозга, отвечающий за познавательные способности, может обработать. Без системы подавления осознанности мозг может воспринимать гораздо больше информации в так называемом состоянии расширенного сознания.

### Психотерапия
Осознанность — базовое понятие в теории и практике гештальттерапии. Понятие осознанности, в том смысле, в котором оно используется гештальт-терапевтами, тесно связано с понятием интенциональности, развитым феноменологией. Основоположник гештальттерапии, Ф. Перлз, утверждал, что ответственность можно понять, как способность к ответу (англ. respons-ability), то есть «возможность ответить, мыслить, реагировать, проявлять эмоции в определённой ситуации». Его ученик, К. Наранхо, считал что триадой основополагающих принципов гештальттерапии является «актуальность — осознанность — ответственность». Также, считается, что способность находиться в настоящем является необходимым условием подлинной осознанности.

## Нейрофизиология осознанности
Базовое осознание внутреннего и внешнего мира человеком происходит в стволе головного мозга. Бьорн Меркер, независимый невролог в Стокгольме (Швеция), утверждает, что ствол головного мозга поддерживает элементарные формы сознания у детей с гидроцефалией. Более высокие формы осознанности, включая самосознание, требуют работы коры головного мозга. Но за «первичное сознание» или «базовую осознанность» — как возможность интерпретировать ощущения, исходящие из окружающей среды в соответствии с ближайшими целями и чувствами для того, чтобы управлять поведением, — отвечает ствол головного мозга, который есть не только у человека, но и у большинства позвоночных животных. Психолог Кэрролл Изард подчеркивает, что подобные формы первичного сознания состоят из способности продуцировать эмоции и осознавать присутствие кого-либо ещё в окружении. Они не включают возможность говорить о собственном опыте. Таким же образом люди осознают чувства, которые они не могут назвать или описать. Этот феномен особенно характерен для детей, которые ещё не научились говорить. В соответствии с этим открытием описание инсульта как дефицита активности коры головного мозга сталкивается с серьёзными противоречиями.
Популярная концепция сознания предполагает феномен осознавания себя или самосознание. Попытки описать сознание в неврологических терминах сосредотачиваются на описании нервных клеток головного мозга, которые создают осознавание квалиа, продуцированных другими нервными клетками.

## Осознанность в философии
Одним из первых тему научного изучения сознания начал развивать Р. Декарт. Он сформулировал тезис «мыслю, следовательно, существую» (лат. Cogito ergo sum). Под мышлением (cogito — досл.: «сознаю») Декарт понимал всё то, что совершается осознанно. Для него осознанность — это критерий отличия психических процессов от непсихических, физиологических, телесных. Вместе с тем Декарт наметил путь эмпирического изучения психических процессов — путь непосредственного самонаблюдения (интроспекции), позднее реализованный основателем экспериментальной психологии Вильгельмом Вундтом.
Осознанность является одной из центральных тем в философии Гурджиева. Он предлагает практики для развития осознанности с целью достичь «полного пробуждения». Он одним из первых попытался сделать восточные духовные практики подходящими и эффективными для современных западных людей.

## Актуальные точки зрения
Вне неврологической биологии Умберто Матурана и Франсиско Варела развили «теорию Сантьяго», которая гласит: 

«Живые системы — это познающие системы, а процесс жизни является процессом познания. Это утверждение действительно для организмов, как с нервной системой, так и без неё».
Данная теория говорит о том, что познание — это процесс присущий органическому уровню жизни вообще, что мы обычно не принимаем во внимание. Говоря о взаимоотношении таких понятий как осознанность, познание и сознание, эта теория поднимает интересную перспективу с точки зрения диалога философии и науки об осознанности и теории живых систем.

## Другие применения
Осознанность — базовое понятие в теории и практике Гештальт терапии.
«Осознанность» также относится к общим знаниям и пониманию по социальным, научным или политическим вопросам. Отсюда происходит частое употребление слова «осознанность» в аспекте повышения осведомленности. Например, в вопросах борьбы со СПИДом или межкультурного общения.

### Скрытая осознанность
Скрытая осознанность — это знание о чём-либо без понимания этого. Например, некоторые пациенты со специфическими повреждениями коры головного мозга не могут сказать, карандаш находится в вертикальном или горизонтальном положении. И все же они способны схватить карандаш, используя правильное положение руки и запястья. Этот опыт показывает, что некоторые знания, которыми обладает мозг, проходят через каналы альтернативные сознательному намерению.